# Jean-Edme Michel Auguste Raudot
Pour les articles homonymes, voir Raudot.
Jean-Edme Michel Auguste Raudot est un homme politique français, né le 30 novembre 1775 à Avallon (Yonne) et décédé le 21 juillet 1832 à Avallon.

## Biographie
Jean-Edme Michel Auguste Raudot naît le 30 novembre 1775 à Avallon. Il est le fils de Jean Raudot, docteur en médecine, secrétaire du Roi, et de son épouse, Marie Jeanne de Denesvre.
Propriétaire terrien, maire d'Avallon de 1811 à 1815, il favorise ouvertement les armées étrangères pour éviter de trop grands dommages à la ville. Lors des Cent-Jours, Napoléon, faisant étape à Avallon, tente de le rallier à sa cause, mais il refuse. Il est ensuite député de l'Yonne de 1815 à 1816 et de 1824 à 1831, siégeant à droite.
Marié à Jeanne-Pierrette Adelon de Chaudenay, il est père de trois fils, dont Claude-Marie Raudot.
Il meurt le 21 juillet 1832 à Avallon. 

## Distinctions
- Officier de la Légion d'honneur (28 octobre 1828)[5]

## Sources
- « Dictionnaire des parlementaires français de 1789 à 1889 (Adolphe Robert, Edgar Bourloton et Gaston Cougny) », sur gallica BNF (consulté le 7 décembre 2013)
- Albert Albrier, Les Maires de la ville d'Arnay-le-Duc (1596-1867) : étude historique et généalogique, Imprimerie de J.-E. Rabutot, Dijon, 1868, 88 p.
- Claude-Marie Raudot, Une Heure des Cent-Jours, Imprimerie de Comynet, Avallon 1833, 19 p.